# Willie Burton
Willie Ricardo Burton (ur. 26 maja 1968 w Detroit) – amerykański koszykarz, występujący na pozycji niskiego skrzydłowego.

## Osiągnięcia
NCAA
- Zaliczony do:
  - I składu Big Ten (1990)[1]
  - II składu Big Ten (1989)
  - składu honorable mention All-Big Ten (1988)

NBA
- Zaliczony do składu II składu debiutantów NBA (1991)[2]

Inne
- Mistrz:
  - Rosji (2002)
  - Libanu (2004)
- Wicemistrz:
  - USBL (2000)
  - Ligi NEBL (2002)
- Zaliczony do II składu USBL (2000)
- Uczestnik rozgrywek Euroligi (2001/02)